# McAlester
McAlester ist eine Stadt mit dem Status  City und gleichzeitig Verwaltungssitz (County Seat) des Pittsburg County im US-amerikanischen Bundesstaat Oklahoma. Das U.S. Census Bureau hat bei der Volkszählung 2020 eine Einwohnerzahl von 18.171 ermittelt.

## Geographie
McAlester liegt 100 Kilometer westlich von Poteau. Die nächstgelegenen größeren Städte sind Oklahoma City (170 km nordwestlich) und Fort Smith (150 km nordöstlich) in Arkansas. Die Verbindungsstraßen U. S. Highway 69 und U. S. Highway 270 kreuzen sich in der Stadt, der gebührenpflichtige Indian Nation Turnpike tangiert sie im Westen. Der Eufeula Lake befindet sich in einer Entfernung von 10 Kilometern in östlicher Richtung.

## Geschichte
Im Jahr 1869 siedelte sich der ehemalige Offizier der Confederate States Army und aktive Geschäftsmann James Jackson McAlester an einem Ort im Gebiet der Chahta-Nation an, der wegen sich kreuzender Straßenverbindungen und Eisenbahnlinien verkehrstechnisch attraktiv war. Außerdem wurden Kohleminen eröffnet, wodurch es zu einem starken Zustrom von Siedlern kam. Mehrere kleine Ortschaften wurden im Jahr 1906 schließlich unter dem Namen McAlester zusammengefasst. 1910 lebten bereits knapp 13.000 Menschen in der Stadt, die sich zum Zentrum der Kohleförderung in Oklahoma entwickelt hatte. Daneben erfolgte auch der Anbau von Baumwolle in Plantagen, deren Betrieb jedoch wegen erheblicher Schäden durch den Baumwollkapselkäfer (Anthonomus grandis) wieder eingestellt wurde. Während der Weltwirtschaftskrise (Great Depression) kam es zu einem erheblichen wirtschaftlichen Rückschlag mit sinkenden Einwohnerzahlen. Im Jahr 1942 wurde ein Lager für rund 3000, meist deutsche Kriegsgefangene, die überwiegend dem Afrikakorps entstammten errichtet. Heute ist in McAlester eine Fabrik zur Herstellung von Bomben, die McAlester Army Ammunition Plant angesiedelt, die einen Großteil der Bomben für die amerikanischen Streitkräfte herstellt.
Zu sehr charakteristischen und architektonisch wertvollen Gebäuden in McAlester zählen u. a. das Aldridge Hotel, das Federal Building and US Courthouse, das Busby Office Building, das Mass Grave of the Mexican Miners, das McAlester Armory, das McAlester House sowie das Mine Rescue Station Building, die alle im National Register of Historic Places gelistet sind, außerdem die Stadtbibliothek (McAlester Public Library), und das Staatsgefängnis (Oklahoma State Penitentiary).

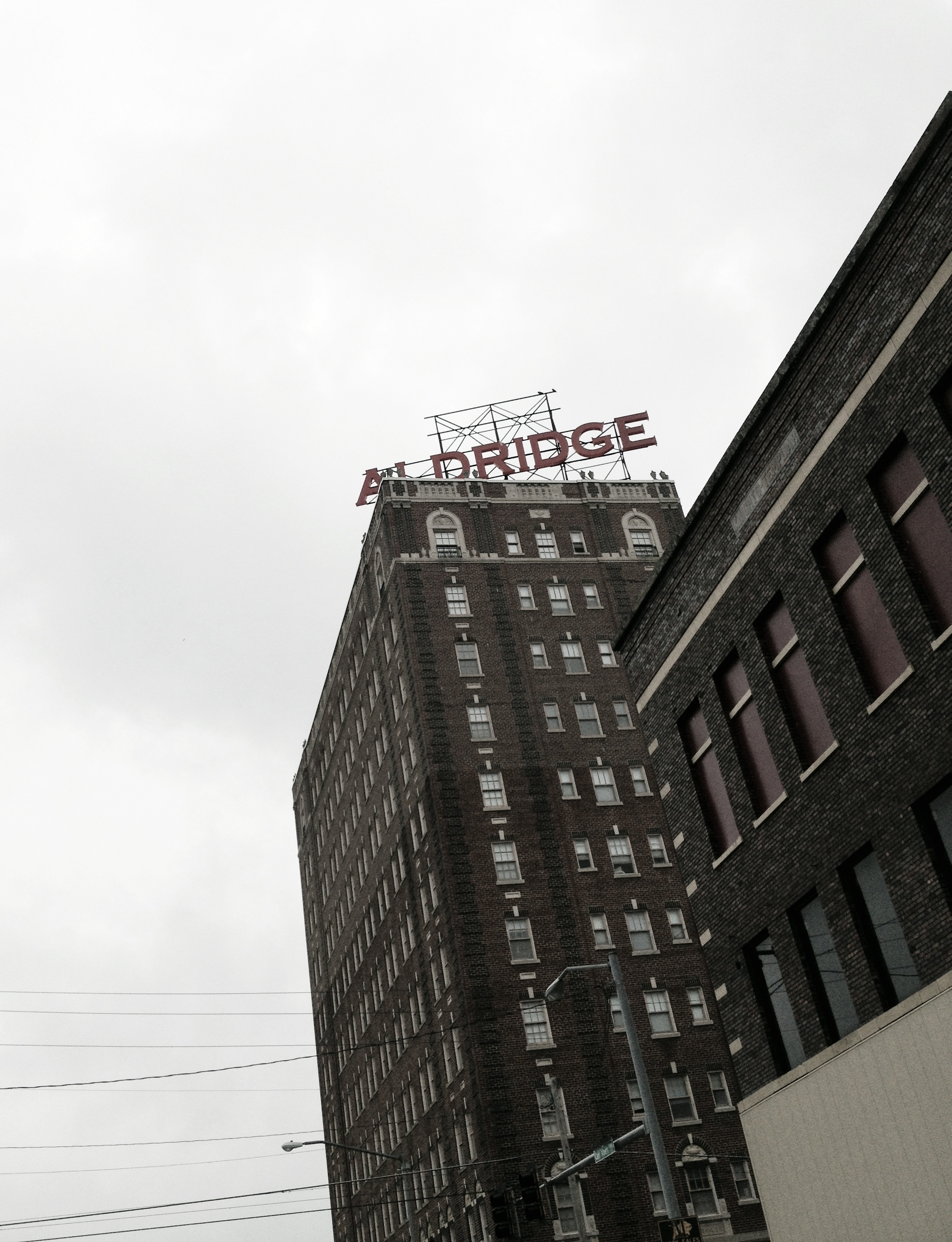
Aldridge Hotel
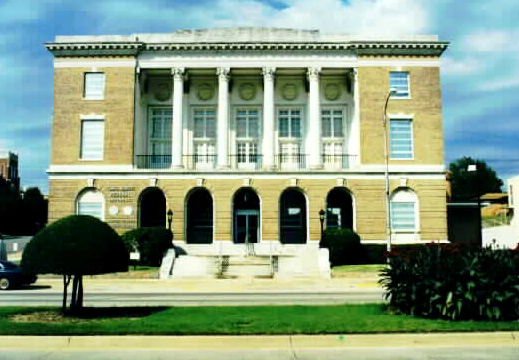
Federal Building and US Courthouse
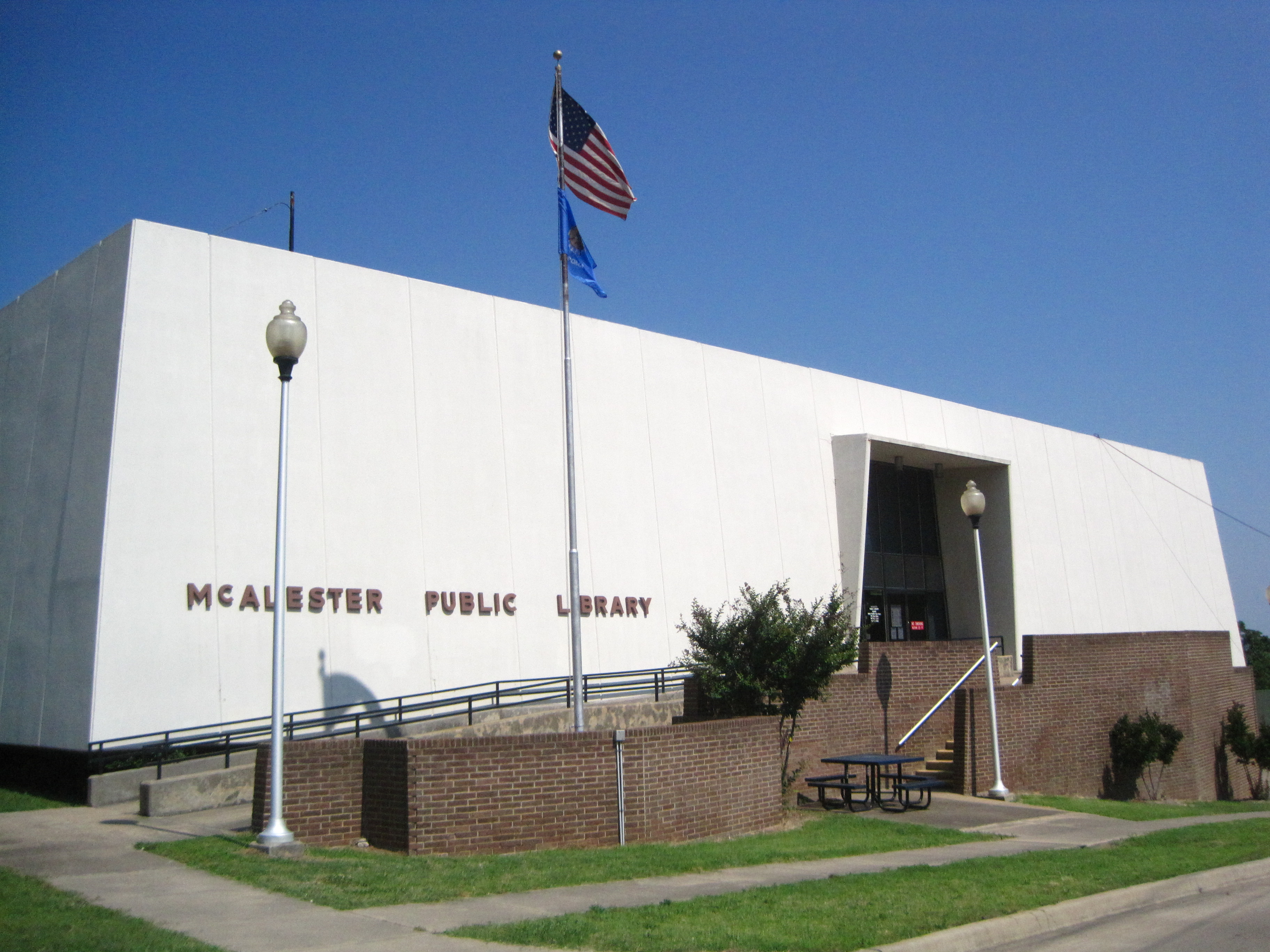
McAlester Public Library
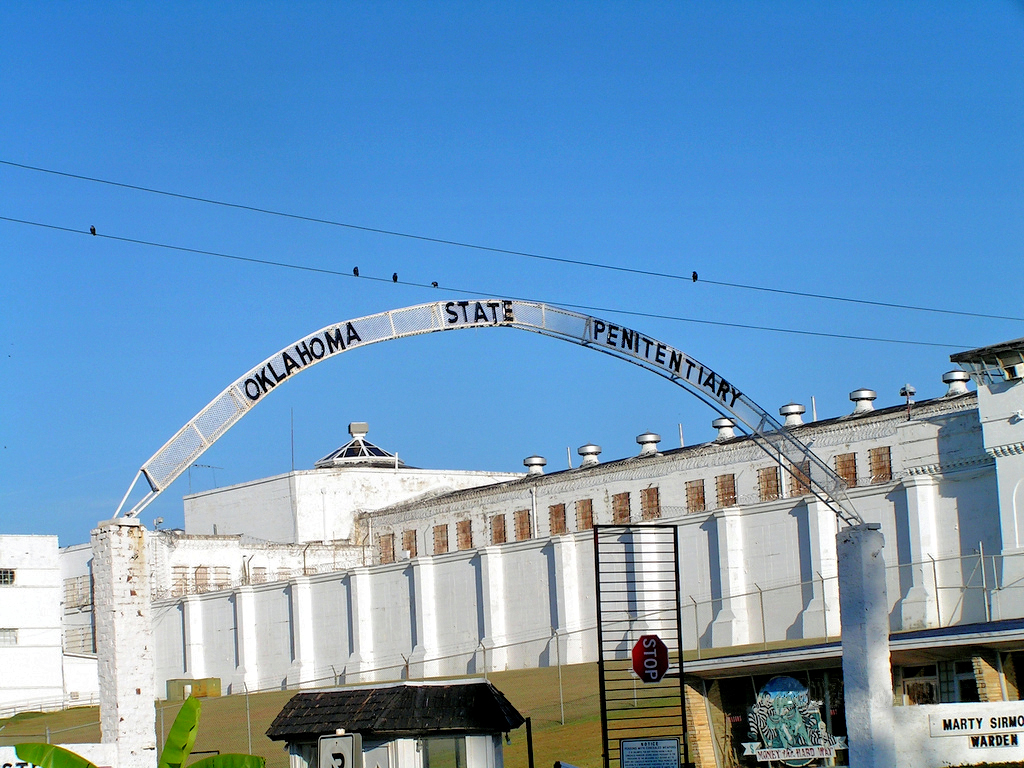
Oklahoma State Penitentiary

## Demografie
Im Jahr 2012 wurde eine Einwohnerzahl von 18.303 Personen ermittelt, was eine Zunahme um 2,9 % gegenüber dem Jahr 2000 bedeutet. Das Durchschnittsalter der Bewohner lag im Jahr 2012 mit 37,1 Jahren unter dem Durchschnittswert von Oklahoma, der 40,6 Jahre betrug. Etwa 7,7 % der Einwohner sind indianischer Abstammung.
Größere Einwanderungsgruppen während der Anfänge der Stadt kamen zu 9,1 % aus Deutschland, zu 9,3 % aus Irland und zu 7,3 % aus England.

## Söhne und Töchter der Stadt
- Carl Albert (1908–2000), Politiker
- John Berryman (1914–1972), Schriftsteller
- Mary Blair (1911–1978), Grafikerin
- Charles P. Brown (1918–1988), Generalmajor der United States Army
- Edwin H. Burba (1912–1970), Generalmajor der United States Army
- Edwin H. Burba Jr. (* 1936), General der United States Army
- Lynn Cartwright (1927–2004), Schauspielerin
- Bennie L. Davis (1928–2012), General der United States Air Force
- Steven T. Kuykendall (1947–2021), Politiker
- Beverlee McKinsey (1935–2008), Schauspielerin
- Reba McEntire (* 1955), Country-Sängerin
- George Nigh (1927–2025), Politiker
- Michael Wilson (1914–1978), Drehbuchautor